# چولپان (شهرستان یرمکیفسکی، باشقیرستان)
چولپان (انگلیسی: Chulpan, Yermekeyevsky District, Republic of Bashkortostan) یک شهرک در شهرستان یرمکیفسکی استان باشقیرستان کشور روسیه است.